# GP2 Series
 Ikke at forveksle med Formel 2.
GP2 Series, omtalt GP2, var en motorsportsserie for formelbiler, der blev grundlagt i 2005 af Flavio Briatore og Bernie Ecclestone, efter at Formel 3000 var blevet nedlagt. I 2017 ændrede serien navn til FIA Formel 2. 
I 2010 blev GP3 Series lanceret, som en form for fødekæde til GP2.

## Historie
For at holde omkostningerne nede, skulle alle teams benytte chassis, motor og dæk fra samme leverandører. I tillæg arrangerede løbene stort set sammen med de europæiske Formel 1-løb, og dragte derfor nytte af at infrastruktur og faciliteter allerede var på plads, samtidig med at de enkelte Formel 1-teams kunne holde sig opdateret med kørerne i feltet. Første løb blev kørt 23. april 2005 på Autodromo Enzo e Dino Ferrari.
I 2015 deltog 13 teams og 26 kørere i GP2, med Stoffel Vandoorne som samlet vinder. 

## Sæsoner
| Sæson | Mester            | 2. plads           | 3. plads          |
| ----- | ----------------- | ------------------ | ----------------- |
| 2005  | Nico Rosberg      | Heikki Kovalainen  | Scott Speed       |
| 2006  | Lewis Hamilton    | Nelson Piquet Jr.  | Alexandre Prémat  |
| 2007  | Timo Glock        | Lucas di Grassi    | Giorgio Pantano   |
| 2008  | Giorgio Pantano   | Bruno Senna        | Lucas di Grassi   |
| 2009  | Nico Hülkenberg   | Vitalij Petrov     | Lucas di Grassi   |
| 2010  | Pastor Maldonado  | Sergio Pérez       | Jules Bianchi     |
| 2011  | Romain Grosjean   | Luca Filippi       | Jules Bianchi     |
| 2012  | Davide Valsecchi  | Luiz Razia         | Esteban Gutiérrez |
| 2013  | Fabio Leimer      | Sam Bird           | James Calado      |
| 2014  | Jolyon Palmer     | Stoffel Vandoorne  | Felipe Nasr       |
| 2015  | Stoffel Vandoorne | Alexander Rossi    | Sergej Sirotkin   |
| 2016  | Pierre Gasly      | Antonio Giovinazzi | Sergej Sirotkin   |